# Carlota Torrontegui
Carlota Torrontegui Gutiérrez (Málaga, 2 de mayo de 2003) es una nadadora española, especialista en estilo mariposa. Participó en el Campeonato Europeo de Natación de 2021.

## Biografía
Carlota Torrontegui nació el 2 de mayo de 2003 en Málaga, en el seno de una familia asturiana. Su padre es Marcelino Torrontegui, fisioterapeuta que ha acudido a siete Juegos Olímpicos y que durante 21 años fue el fisioterapeuta oficial del Málaga C. F. Su hermano menor, Samuel, es futbolista y juega en las categorías inferiores del Sporting de Gijón.
Estudia Derecho en la Universidad de Oviedo.

## Carrera deportiva
Comenzó a destacar en campeonatos autónomicos y nacionales desde temprana edad. En 2021, se proclamó Campeona de España Absoluta en 200 mariposa, lo que le sirvió para clasificarse para el Campeonato Europeo de Natación de 2021 celebrado en Budapest (Hungría), donde alcanzó las semifinales y finalizó en 14ª posición.
Se formó en el C. D. N. Inacua Málaga y formó parte de él hasta que en 2021 su familia se mudó a Candás y fichó por el C. N. Santa Olaya.